# Maria Giuseppa Robucci
Maria Giuseppa Robucci-Nargiso (Poggio Imperiale, 1903. március 20. – Poggio Imperiale, 2019. június 18.) hitelesített olasz életkorrekorder, aki 115 évesen a világ második legöregebb embere volt.

## Életpályája
Maria Giuseppa Robucci, vagy ahogy a helyiek ismerik „Nonna Peppa” 1903-ban született Poggio Imperialeban, Olaszországban. A szülei Antonio és Maria Michela Robucci voltak. 1928. december 3-án feleségül ment Nicola Nargisohoz. A párnak 5 gyermeke született, név szerint Angelo, Concetta (aki apáca lett Nikoletta nővér néven), Antonio, Giuseppe és Filomena. A második világháború után nehéz idők köszöntöttek a Nargiso családra. 
Robucci asszony Nicola halála után 1982-ben özvegy lett. 100. születésnapján, 2003-ban egy televíziós műsorban is szerepelt a Rai Uno csatornán a „La vita in diretta”-ban. 100 éves korában még fát is tudott hasogatni. 
2014-ben combnyaktörést szenvedett és emiatt életmentő műtétet hajtottak rajta végre. 2015-ben legidősebb fia 86 éves lett. Robucci asszony hosszú élete titkának a jó étrendet, Istenbe vetett hitet, az alkohol nélkülözését és a pozitív szemléletet tartja. 
2018. július 6-án lett Olaszország legidősebb embere a 116 éves Giuseppina Projetto-Frau halála után. 
116 évesen Robucci asszony Olaszország legidősebb, és a világ második legidősebb embere volt. Apricenában, Puglia megyében élt.